# لانیوو
لانیوو (به لاتین: Lanivo) یک منطقهٔ مسکونی در ماداگاسکار است که در وهیپنو واقع شده‌است. لانیوو ۹٬۰۰۰ نفر جمعیت دارد و ۹ متر بالاتر از سطح دریا واقع شده‌است.